# Burg Herkulesberg

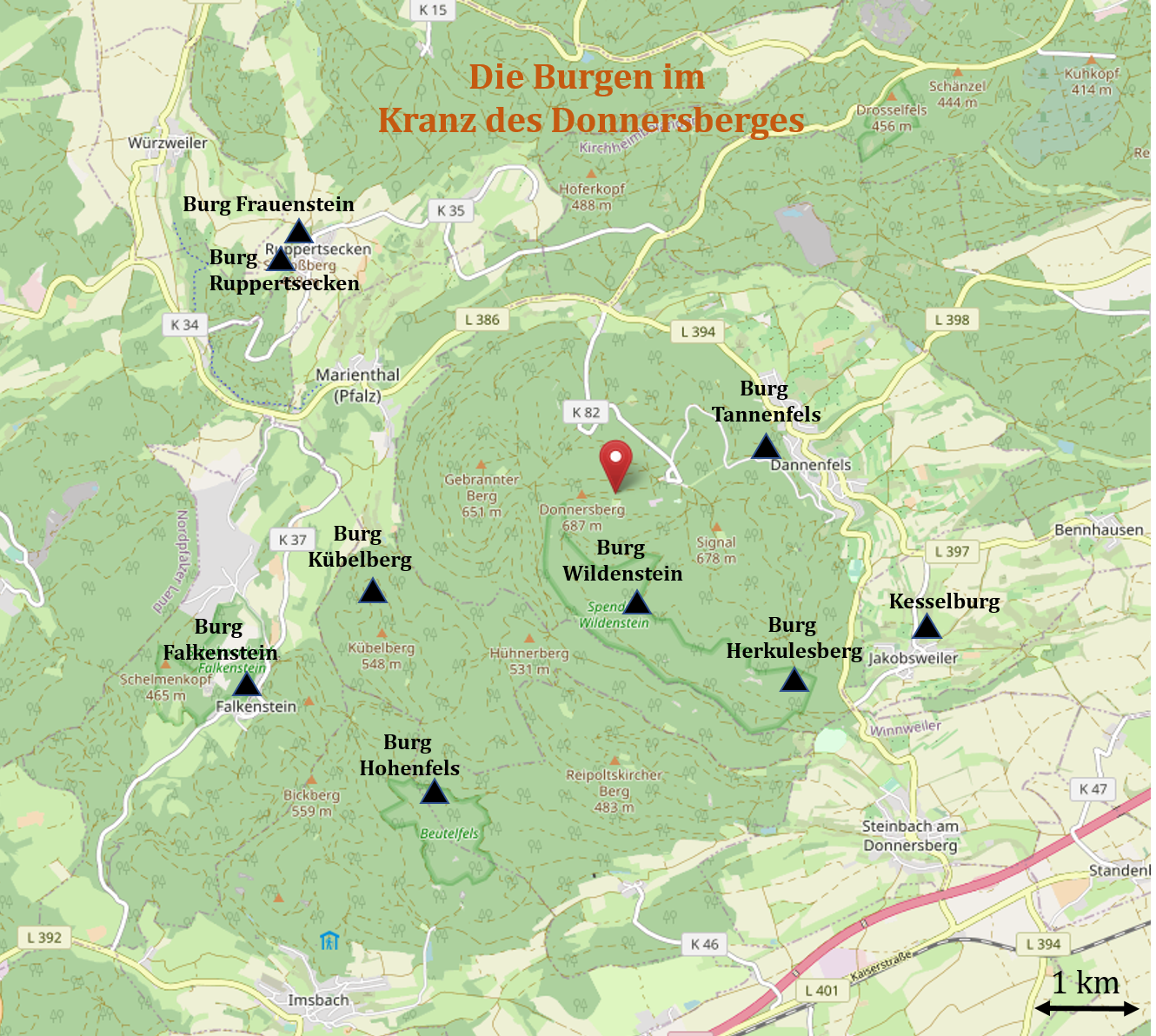
Die Burgen im Kranz des Donnersberges

Die Burg Herkulesberg ist eine nahezu abgegangene Wall- und Höhenburg auf dem Donnersberg in der Gemarkung Dannenfels im Donnersbergkreis in Rheinland-Pfalz.
Die vermutlich einfache frühmittelalterliche Fluchtburg gehört zum Typus einer Spornburg. Zusammen mit den anderen Burgruinen Falkenstein, Hohenfels, Tannenfels und Wildenstein gehört sie eigentlich in den Kranz der Donnersberg-Burgen. Da fast unbekannt, wird sie aber selten miterwähnt oder ist den Autoren nicht bekannt.

## Lage
Die Überreste der Befestigungsanlage liegen am südöstlichen Ende des Nordwest-Südost verlaufenden Wildensteiner Tales südlich des Donnersberges, dessen Südflanke hier steil ins Tal des Wildensteiner Baches abfällt und am südöstlichen Ende des Naturschutzgebietes Spendel-Wildenstein. Der Burgstall befindet sich 1,2 km Westsüdwest vom Ort Jakobsweiler.
Während der Donnersberg noch von Mischwäldern durchzogen ist, ist die Hang-Nordseite des Tales durch einen austrocknenden Eichenwald gekennzeichnet, der auf Höhe des Herkulesberges (der mit diesem Namen erst 1828 urkundlich wird) aber schon wieder in den Mischwald aus Ahorn, Eschen, Linden, Felsenahorn, Eichen und von Felsenbirnen-Gebüsch übergeht. Die Reste der Befestigungsanlage liegen in vorgeschobener Spornlage über dem Tal. Ein serpentinenartig verlaufender Weg vom Donnersberg, weiterführend als mittlerer Höhenweg Richtung Wildensteiner Tal an der Burgruine Wildenstein vorbei, passiert am Talausgang nach Südosten die Überreste der Wallanlage, wobei eine Wegschlaufe den Burgstall umrundet.

## Geschichte
Über die Geschichte oder das Aussehen der Anlage ist nichts überliefert, die Anlage ist erst der neuzeitlichen Forschung bekannt. Sie wird als eine frühmittelalterliche Fluchtburg angenommen, nachdem sie noch Mitte der 1930er Jahre als vorgeschichtlich betrachtet wurde. In den 1960er und 1970er Jahren wurden nur die tiefen Abschnitte an der Nordseite als Abschnittswälle zur Abriegelung des Herkulesberges angesehen, da die umlaufenden Abschnitte an Ort und Stelle kaum noch wahrnehmbar sind. Archäologische Untersuchungen haben wohl bislang noch nicht stattgefunden. Ihre Zeitstellung und Anlagentyp werden analog zur nahen, ebenfalls kaum bekannten Anlage des Burgstalles Kübelberg auf dem 542 m hohen Nordsporn des Kübelbergs gesehen. An der Wallanlage am Kübelberg wurde Scherben von Pingsdorfer Ware gefunden, die als Datierungsanalogie für die Anlage auf dem Herkulesberg herangezogen wurde. Friedrich Sprater setzte 1924 die Anlage auf dem Herkulesberg in karolingische Zeit.

## Anlage
Von der Anlage sind nur noch die Wall- und Grabenreste sichtbar. Vermutlich war die Burg einst durch ein dreifaches Wall- und Grabensystem geschützt, wie die Reliefdaten des Digitalen Geländemodelles durch Luftunterstütztes Laserscanning (Airborne Laserscanning, ALS) zeigen.
Da die Berghänge nach Osten, Süden und Westen steil zum Tal abfallen, war die Wallanlage hier nur schwach ausgebildet und ist, analog der Anlage auf dem Kübelberg, kaum noch nachzuweisen. Nur im Norden der Anlage, der die Zugangsseite zum Donnersbergmassiv bildet, sind noch deutlich die drei Wälle mit ca. vier Meter tiefen Gräben zu erkennen, die hier auseinandergezogen und jeweils etwa 20 m voneinander entfernt die Zugangsseite sicherten. Steinentnahmen für den Wegebau in der Neuzeit haben den mittleren der drei Wälle im Nordosten teilweise zerstört. Ob die zwei tiefen gegenläufigen Einschnitte des nördlich die Wallburg passierenden Weges, 30 m weiter im Nordosten, als ehemalige Halsgräben angesehen werden können, ist ohne Grabung nicht zu entscheiden. Ein möglicher Zugang, sichtbar als Walldurchbruch, könnte im Nordosten der Anlage bestanden haben.
Die ovale Wallburg ist in Nordost-Südwest-Richtung ausgerichtet und hat mit dem äußersten Wall Dimensionen von etwa 275 m auf 75 m. Der eigentliche Burghügel ist nur ca. 1250 m² groß. Ob hier Gebäude standen oder die Anlage eine reine Wallburg war, ist ohne archäologische Untersuchungen nicht zu entscheiden.
Die Anlage ist auf Karten unrichtigerweise als Kulturdenkmal ausgewiesen, im Verzeichnis der Kulturdenkmäler des Donnersbergkreises jedoch nicht eingetragen.
Die Befestigungsanlage ist als archäologische Fundstelle ausgewiesen. Nachforschungen und gezieltes Sammeln von Funden sind genehmigungspflichtig, Zufallsfunde an die Denkmalbehörden oder die Landesarchäologie zu melden.